# Michelle Finn (Hindernisläuferin)
Michelle Finn (* 16. Dezember 1989 in Castlemagner) ist eine irische Leichtathletin, die sich auf den Hindernislauf spezialisiert hat.

## Sportliche Laufbahn
Erste internationale Erfahrungen sammelte Michelle Finn im Jahr 2013, als sie bei der Sommer-Universiade in Kasan in 10:03,28 min den vierten Platz belegte. 2015 nahm sie erstmals an den Weltmeisterschaften in Peking teil, schied dort aber mit 9:55,27 min im Vorlauf aus. Im Jahr darauf belegte sie bei den Europameisterschaften in Amsterdam in 9:43,19 min den siebten Platz und nahm anschließend an den Olympischen Spielen in Rio de Janeiro teil und kam dort mit 9:49,45 min nicht über die erste Runde hinaus. 2017 startete sie erneut bei den Studentenweltspielen in Taipeh und klassierte sich diesmal nach 10:40,06 min auf Rang 14. Im Jahr darauf schied sie bei den Europameisterschaften in Berlin mit 10:10,93 min im Vorlauf aus und bei den Leichtathletik-Weltmeisterschaften 2019 in Doha kam sie mit 9:47,44 min nicht über die Vorrunde hinaus. 2021 startete sie bei den Halleneuropameisterschaften in Toruń im 3000-Meter-Lauf und verpasste dort mit 9:05,44 min den Einzug ins Finale. Anfang August startete sie erneut im Hindernislauf bei den Olympischen Sommerspielen in Tokio und schied dort mit 9:36,26 min in der Vorrunde aus. Im Dezember gelangte sie dann bei den Crosslauf-Europameisterschaften in Dublin mit 29:34 min auf den 46. Platz. 
2022 gelangte sie bei den Europameisterschaften in München mit 9:47,57 min im Finale über 3000 m Hindernis auf Rang 14 und anschließend siegte sie in 9:42,80 min bei der Hungarian GP Series - Pápa. Im Dezember wurde sie bei den Crosslauf-Europameisterschaften in Turin nach 29:57 min 55. im Einzelrennen. 2024 verpasste sie bei den Europameisterschaften in Rom mit 9:46,93 min den Finaleinzug im Hindernislauf.
In den Jahren 2012 und 2013, 2016 sowie von 2019 bis 2023 wurde Finn irische Meisterin im 3000-Meter-Hindernislauf sowie 2020 auch im 5000-Meter-Lauf.

## Persönliche Bestleistungen
- 3000 Meter: 9:05,89 min, 30. Januar 2020 in Melbourne
  - 3000 Meter (Halle): 9:02,34 min, 7. Februar 2021 in Val-de-Reuil
- 5000 Meter: 15:42,79 min, 6. Februar 2020 in Melbourne
- 2000 m Hindernis: 6:16,46 min, 22. September 2020 in Barcelona (irische Bestleistung)
- 3000 m Hindernis: 9:29,25 min, 7. Juni 2021 in Turku